# Władysław Jerzy Chalecki
Władysław Jerzy Chalecki herbu Chalecki (ur. 30 maja 1606 roku w Wahanowie, zm. 4 lutego 1668 roku) – marszałek Trybunału Głównego Wielkiego Księstwa Litewskiego w 1649 roku, strażnik wielki litewski w 1656 roku, starosta mozyrski w 1654 roku, podkomorzy mozyrski w 1654 roku. 

## Życiorys
Był synem Jana, marszałka hospodarskiego z 1588, miecznika litewskiego z 1589. W latach 20. XVII wieku był uczestnikiem wojen z Kozakami i Szwedami. Kilkanaście razy był posłem na sejm. W okresie powstania Chmielnickiego bronił Polesia i Białorusi. Następnie brał udział we wszystkich wojnach prowadzonych w okresie panowania Jana Kazimierza. Był porucznikiem Chorągwi husarskiej litewskiej Pawła Jana Sapiehy. 8 kwietnia 1656 otrzymał tytuł strażnika Wielkiego Księstwa Litewskiego. Był członkiem konfederacji tyszowieckiej w 1655 roku. Był uczestnikiem bitwy ze Szwedami pod Warszawa w 1656. Poseł powiatu mozyrskiego na sejm 1661 roku. Poseł sejmiku rzeczyckiego powiatu rzeczyckiego na sejm wiosenny 1666 roku.
Żonaty był od 1634 z Krystyną Strawińską. Miał trzech synów: Karola Kazimierza (zm. 1696), Krzysztofa i Bolesława Aleksandra. Został pochowany u księży bernardynów w Nieświeżu.